# 桂文我 (初代)

結三柏は、桂文我の定紋である。

初代 桂 文我（1849年3月15日 - 1926年8月4日）は、本名: 桂木源之助。出囃子は『せり』。あだ名は「お乳母さん」（法善寺の側に「三嶋屋」という家があり、そこの「お種」という乳母と恋仲になったため）。
大阪市中央区日本橋1丁目の金屋吉兵衛の息子として生まれる。9歳の時、歌舞伎役者の4代目嵐璃寛の一座に入り道頓堀角座に子役として佐藤金丸の名で初舞台。後、2代目市川瀧十郎の門下で瀧丸を名乗り、三枚目として活動。19歳の時、渡辺橋筋瓦町北の「三田屋」という蒲鉾屋の養子となり、舞台からは退く。後、素人落語に加わり源丸を名乗るが、養父がそれを咎めたため、23歳の時に家を出る。暫く他の蒲鉾屋で働いていたが、1872年8月、初代桂文枝の門下に入り当笑（當笑）を名乗る。1873年1月、2代目文作を経て、1879年3月、文我となる。1894年4月15日より三友派に加入。
前歴が歌舞伎役者であったことと、非常な早口のため通常の噺を口演することが難しかったため、主に桂慶治「京の慶治」の仕込みの芝居噺を高座に掛け、自作も多かった。小道具を多用するのが特徴で、柳行李を見台の傍らに置き、そこから様々な道具を取り出しては、客席から笑いを取った。例えば、十八番の『綱七』では、しがみ付く漁師を投げ飛ばす場面で、倒れた姿の人形を見台の上に置いたり、黙阿弥物の『霜夜鐘十字辻筮』では、竹竿の先に月をぶら下げて指差したり、角灯のミニチュアや紙製の懐中時計を取り出したりと、様々な演出を凝らした。
噺の後は、踊りで高座を締めくくることが多かった。『六歌仙』『五段返し』『わしが国さ』『鬼』など、いわゆる落語家踊りの大半は、この文我が初めて高座に載せたものである。
筆まめな人でもあり、明治期の寄席の出来事を克明に記録した貴重な資料『文我出席控』を残した。
1919年に引退後、金沢市で「江戸芳」という料亭を営む親戚のもとに引き取られたといい、恐らく同地で没したと思われる。享年78。
門下には、初代桂春團治、2代目三遊亭百生、桂太郎らがいる。

## 『文我出席控』
初代文我自身が、1879年から1912年に至るまでの出席記録、噺家のプロフィール、改名襲名歴、エピソードなどを克明に記した史料。
この史料は、文我没後、どういう訳か5代目笑福亭松鶴の手元に渡り、何度か出版の話が持ち上がったが、戦中・戦後の紙不足などの諸事情により、結局出版には至らなかった。5代目松鶴没後は、実子の6代目笑福亭松鶴がこの史料を継承した。
1950年以降に再度、落語研究家I氏（東京在住）によって出版の企画が持ち上がった。6代目三遊亭圓生（大阪出身で上方落語にも理解を示していた）を介して6代目松鶴から史料を拝借したこの研究家は、学生アルバイトに筆写を頼んだのだが、なんとこの学生が『文我出席控』を抱えたまま失踪してしまった。
その後、演芸作家・評論家の小島貞二によって、原本2冊（巻2・6）と写本1冊（巻5）が神田古書市で古い大福帳の中から掘り出され、その1ヵ月後には原本1冊（巻4）と写本1冊（巻6）が再び発見された。
こうして原本・写本計5冊が6代目松鶴の手元に戻り、そのコピーは6代目圓生、I氏、小島貞二の3氏にそれぞれ手渡された。6代目松鶴の没後、豊田善敬が遺族の了承を得て松鶴自宅の資料整理をした際、原本3冊は見つかったが、写本2冊は紛失していた。
2001年、「大阪芸能懇話会」によって『文我出席控』（巻2・4・5・6）の翻刻・出版がなされた。現在は、引き続き未発見の原本の捜索が行われている状況である。
主な内容
巻1
巻2 1885年1月～
巻3
巻4 1894年1月～
巻5 1902年3月～
巻6 1906年1月～